# Pokolenie Beniamina

Mapa podziału ziemi Izraela dla 12 plemion.

Pokolenie Beniamina – jedno z dwunastu plemion Izraela. Jego nazwa pochodzi od Beniamina. Plemię to wydało Saula, pierwszego króla Izraela.
Terytorium tego plemienia znajdowało się między pokoleniem Efraima na północy, plemieniem Judy na południu, pokoleniem Dana na zachodzie i Jordanią na wschodzie. Jego główne miasta to Jerozolima, Jerycho i Gibea.
Na ziemi Beniamina, w Rama, urodził się ostatni sędzia Samuel.
W księdze Sędziów opisane jest, jak cały Izrael wystąpił przeciw pokoleniu Beniamina wobec ich haniebnych czynów.
Plemię Beniamina razem z plemieniem Judy stworzyło królestwo Judy po podziale królestwa Salomona.